# Lepidostoma bryanti
Lepidostoma bryanti är en nattsländeart som först beskrevs av Banks 1908.  Lepidostoma bryanti ingår i släktet Lepidostoma och familjen kantrörsnattsländor. Inga underarter finns listade i Catalogue of Life.